# 第41回ニューヨーク映画批評家協会賞
『第41回ニューヨーク映画批評家協会賞』は、1975年の優秀な映画に贈られた賞である。12月30日に発表され、1976年1月25日に贈られた。

## 受賞
- 作品賞：
  - ナッシュビル

- 主演男優賞：
  - ジャック・ニコルソン - カッコーの巣の上で

- 主演女優賞：
  - イザベル・アジャーニ - アデルの恋の物語

- 助演男優賞
  - アラン・アーキン - Hearts of the West

- 助演女優賞
  - リリー・トムリン - ナッシュビル

- 監督賞：
  - ロバート・アルトマン - ナッシュビル

- 脚本賞：
  - フランソワ・トリュフォー、ジャン・グリュオー、シュザンヌ・シフマン - アデルの恋の物語